# Mercyful Fate (EP)
Mercyful Fate, även kallad Nuns Have No Fun, är det danska heavy metal-bandet Mercyful Fates debut-EP. Den släpptes 1982.

## Låtlista
1. "A Corpse Without Soul" - 6:53
2. "Nuns Have No Fun" - 4:17
3. "Doomed By the Living Dead" - 5:06
4. "Devil Eyes" - 5:48

## Medverkande
- King Diamond - sång
- Hank Shermann - gitarr
- Michael Denner - gitarr
- Timi Hansen - bas
- Kim Ruzz - trummor